# Опорная сеть GSM

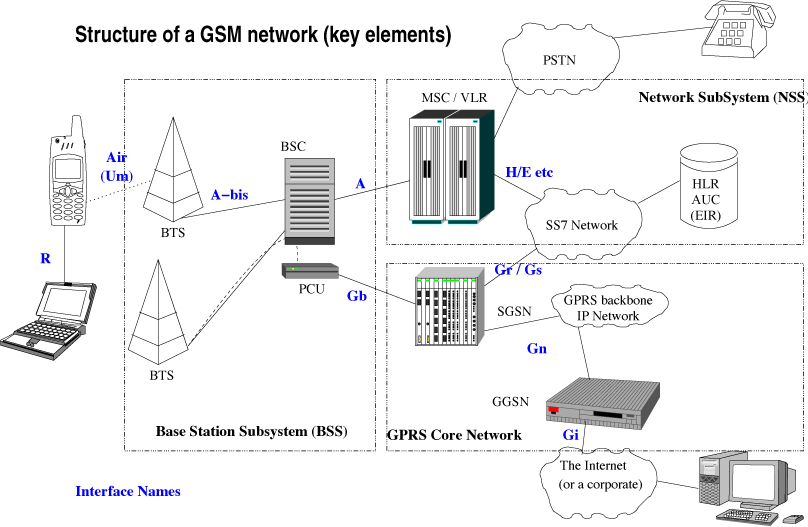
Структура сети GSM

Опорная сеть GSM (базовая сеть, англ. GSM core network, также NSS от network and switching subsystem — подсистема сети и коммутации) — ключевой компонент сотовых сетей стандарта GSM, централизованная часть сети, обеспечивающая предоставление и координацию основных GSM-сервисов, таких как голосовые звонки, SMS и передача данных по коммутируемым линиям (CSD).
Опорная сеть содержится и развивается оператором мобильной связи и предназначена для связи мобильных терминалов друг с другом в различных телекоммуникационных сетях. Архитектура сети GSM схожа с сетями фиксированной телефонной сети, но существуют дополнительные функции, которые необходимы для обеспечения мобильности абонентов, как в пределах своей сети, так и в роуминге. Эти функции охватывают различные аспекты мобильности и описаны подробнее в соответствующих статьях.
Для обеспечения сервисов пакетной передачи существует расширение опорной сети, известное как базовая сеть GPRS (GPRS Core Network). Это позволяет мобильным телефонам получать доступ к таким сервисам, как WAP, MMS, передача видео, доступ к сети Интернет.
Все современные мобильные телефоны имеют поддержку как пакетной передачи, так и коммутации каналов, так как большинство операторов поддерживают GPRS в дополнение к стандартным сервисам GSM.

## HLR
HLR (англ. Home Location Register) — база данных, которая содержит информацию об абоненте сети GSM-оператора.
HLR содержит данные о SIM-картах данного оператора мобильной связи. Каждой SIM-карте сопоставлен уникальный идентификатор, называемый IMSI, который является ключевым полем для каждой записи в HLR.
Другой важной частью данных, сопоставленных SIM-карте, являются телефонные номера (MSISDN). Главный MSISDN используется для предоставления абоненту основного пакета услуг, возможно также сопоставить SIM-карте несколько других MSISDN для работы с факсимильной связью и передачи данных. Каждый MSISDN также является ключевым полем в базе данных HLR.
У крупных операторов может быть установлено несколько HLR, на каждом из которых хранятся данные лишь по части абонентов оператора, так как из-за аппаратных и программных ограничений ёмкость каждого HLR лимитирована.
Примеры других данных, хранимых в HLR для каждого абонента:
- данные о сервисах, которые абонент запросил или которые были предоставлены, например переадресации;
- установки GPRS (такие как APN и QoS), позволяющие абоненту иметь доступ к сервисам пакетной передачи данных;
- текущее местоположение абонента (VLR и SGSN);
- данные о запретах обслуживания в сетях;
- настройки CAMEL для IN-услуг и онлайн тарификации;

Так как HLR является своего рода основной базой данных сети, связан он с большим количеством сетевых элементов сети. В частности, HLR соединяется со следующими элементами:
- шлюзом опорной сети (G-MSC, англ. Gateway MSC) для обработки входящих звонков;
- VLR➤ для обработки запросов мобильных устройств на подсоединение к сети;
- SMSC для обработки входящих SMS, нотификации о появлении абонента в сети;
- USSDC, для возможности приема и передачи USSD-сообщений;
- IN-платформами;
- подсистемой голосовой почты для оповещений абонентов о новом голосовом сообщении.

Основная функция HLR состоит в контроле процесса перемещения мобильных абонентов путём:
- отправки данных об абоненте и доступных ему услугах в VLR и/или SGSN при регистрации в сети (с помощью отправки сообщений MAP Insert Subscriber Data);
- посредничества между GMSC или SMS-C и VLR для обеспечения входящей связи или входящих текстовых сообщений (с помощью сообщений MAP Send Routing Info, Send Routing Info for SM и MAP Provide Roaming Number);
- удаления данных об абоненте из VLR и/или SGSN при выходе абонента из зоны их действия (с помощью отправки сообщений MAP Cancel Location).

## Центр аутентификации
Центр аутентификации (AuC, англ. Authentication Center) предназначен для аутентификации каждой SIM карты которая пытается присоединиться к GSM-сети (обычно когда телефон включается). Как только аутентификация успешно завершается, HLR может управлять сервисами, на которые подписался абонент. Также генерируется ключ шифрования, который периодически используется для шифрования беспроводного соединения (голосового, SMS) между мобильным телефоном и базовой станцией.
Если аутентификация проходит неудачно, для данной SIM-карты услуги в данной сети предоставляться не будут. Возможна дополнительная идентификация мобильного телефона по его серийному номеру (IMEI) с помощью EIR (англ. Equipment Identification Register — реестра идентификации оборудования), но это уже зависит от настроек аутентификации в AuC.
Правильная реализация безопасности — ключевой момент в стратегии оператора для предотвращения клонирования SIM-карт.
Центр аутентификации не принимает непосредственного участия в процессе аутентификации, а вместо этого генерирует данные, называемые триплетами, которые MSC использует во время данной процедуры. Безопасность процесса обеспечивается значением, имеющимся как в AUC так и в SIM карте и называемым Ki. Ki записывается в SIM-карту во время изготовления и дублируется в AuC. Значение Ki никогда не передаётся между AuC и SIM, а вместо этого на базе Ki и IMSI генерируется связка «запрос — ответ» для идентификационного процесса и защитный ключ для использования в радиоканале.
Центр аутентификации связан с MSC, который запрашивает новый набор триплетов для IMSI после того как предыдущие данные были использованы. Это предотвращает использование одинаковых ключей и ответов дважды для определённого телефона
Для каждого IMSI центр аутентификации хранит следующие данные:
- Ki;
- идентификатор алгоритма (стандартные алгоритмы называются A3 или A8, но оператор может использовать собственный).

Когда MSC запрашивает у AuC новый набор триплетов для определённого IMSI, центр аутентификации сперва генерирует случайное число, называемое RAND. Используя Ki и RAND вычисляются следующие значения:
- с помощью алгоритмов A3 (или собственного алгоритма) из значений Ki и RAND вычисляется значение SRES (Signed Response);
- с помощью алгоритма A8 из значений Ki и RAND вычисляется число, называемое Kc.

Эти три числа (RAND, SRES, Kc) формируют триплет и отсылаются обратно в MSC. Когда соответствующий IMSI запрашивает доступ в сеть GSM, MSC отправляет RAND (часть триплета) SIM карте. SIM-карта подставляет полученный RAND и Ki (который записан в неё при производстве) в алгоритм A3 (или собственный) и вычисляет SRES, который отправляет обратно в MSC. Если этот SRES совпадает с SRES из триплета (а он должен совпасть если это правильная SIM карта) тогда мобильному телефону предоставляется право присоединиться к сети и обращаться к сервисам GSM.
После успешной аутентификации, MSC отсылает ключ шифрования Kc контроллеру базовых станций (BSC, англ. Base Station Controller), чтобы все соединения могли шифроваться и дешифровываться. Очевидно, что мобильный телефон может генерировать Kc самостоятельно, используя полученный в процессе аутентификации RAND, записанный Ki и алгоритм A8.
Центр аутентификации обычно расположен совместно с HLR, хотя это необязательно. Пока процесс аутентификации достаточно защищён для повседневного пользования, но это не гарантирует защиту от взлома. Поэтому для сетей 3G был разработан новый набор мер безопасности.

## VLR
VLR (англ. Visitors Location Register) — временная база данных абонентов, которые находятся в зоне действия определённого центра мобильной коммутации. Каждая базовая станция в сети приписана к определённому VLR, так что абонент не может присутствовать в нескольких VLR одновременно.
Данные, хранимые в VLR, берутся как из HLR, так из самой мобильной станции. На практике для увеличения производительности большинство производителей интегрируют базу VLR в коммутатор (V-MSC) либо соединяют VLR с MSC через выделенный интерфейс. Даже если абонент находится в домашней сети, и его обслуживает MSC того оператора, с которым заключен первоначальный контракт, всё равно используется VLR.
Хранимые в VLR данные включают:
- IMSI (идентификационный номер абонента);
- данные аутентификации;
- MSISDN (телефонный номер абонента);
- перечень доступных абоненту GSM-сервисов;
- точку доступа для GPRS (APN);
- адрес HLR, в котором хранятся данные на абонента.

VLR связан со следующими элементами:
- MSC — для предоставления данных, необходимых ряду процедур, например аутентификации или установлению соединения
- HLR — для получения данных об абоненте, находящемся в зоне действия данного VLR
- другие VLR — для передачи временных данных об абоненте во время его перехода между зонами действия разных VLR (например, TMSI — временный идентификатор, наподобие IMSI, используемый в процессе коммуникации)

Основные функции VLR:
- оповещать HLR, что абонент появился в зоне действия, обслуживаемой данным VLR;
- отслеживать нахождение абонента внутри зоны действия данного VLR (с точностью до Location Area) в период, когда абонент не совершает звонков;
- выделять роуминговые номера в процессе установления входящего вызова;
- удалять данные об абоненте если он становится неактивным в зоне действия данного VLR — VLR удаляет данные по истечении определённого времени неактивности и информирует об этом HLR (например, когда абонент выключил телефон или пропал из зоны действия сети на длительный промежуток времени);
- удалять данные об абоненте при его перемещении в зону действия другого VLR.

## Центр мобильной коммутации
Центр мобильной коммутации (MSC, англ. Mobile Switching Center) — специализированная автоматическая телефонная станция, обеспечивающая возможность связи с коммутацией каналов, управления мобильностью и предоставления сервисов GSM для мобильных телефонов внутри зоны своего обслуживания. Это предполагает голос, данные и факсимильную связь, а также SMS и переадресацию вызовов.
В системах связи GSM, в отличие от более ранних аналоговых телефонных сетей, факсимильная связь и данные посылаются на коммутатор сразу в цифровом формате, и только в центре мобильной коммутации они перекодируются в другой формат (в большинстве случаев — это цифровое перекодирование в PCM-сигнал для таймслота в 64 кбит/c, известного в Америке как DS0).
Существуют разновидности центров мобильной коммутации, в зависимости от специфики их функционирования в сети (причём, все эти термины могут относиться к одному и тому же MSC, который в разное время выполняет разные функции):
- Шлюзовой MSC (GMSC, англ. Gate MSC) — это коммутатор, который обрабатывает вызовы, приходящие из внешних сетей. Этот термин актуален в контексте отдельно взятого вызова, так как любой MSC может работать и как шлюзовой коммутатор, и как абонентский MSC. Тем не менее, ряд производителей выделяют для GMSC отдельный высокопроизводительный MSC, к которому не подключают контроллеры базовых станцией (BSC).
- Гостевой MSC (VMSC, англ. Visited MSC) — это центр мобильной коммутации, в зоне действия которого находится абонент. В VLR, привязанном к данному MSC, содержатся данные об абоненте. Технически сеть оператора может состоять из нескольких MSC, даже в одном регионе. Поэтому абонент может находиться в роуминге, даже будучи в своей сети своего региона.
- Якорный MSC (англ. Anchor MSC) — это коммутатор, который инициирует процедуру хэндовера.
- Целевой MSC — это MSC на который должен пройти хэндовер, то есть передаться обслуживание.
- MSC Server — часть новой концепции MSC, появившаяся в 3GPP Release 5.

MSC связан со следующими элементами:
- подсистемой базовых станций (BSS), которая обеспечивает взаимодействие с мобильными телефонами 2G и 2.5G;
- подсистемой UTRAN которая обеспечивает взаимодействие с мобильными телефонами 3G;
- VLR для обмена информацией о SIM и MSISDN;
- другими MSC для процедур хэндовера.

В задачи MSC входит:
- направлять вызовы к абонентам в соответствии с информацией об их положении из VLR;
- устанавливать исходящие вызовы к другим абонентам или сетям (PSTN);
- доставлять SMS сообщения от абонентов до SMSC и обратно;
- организовывать хендоверы от BSC к BSC;
- производить хендоверы на другой MSC;
- поддержка дополнительных сервисов, таких как конференц-связь или удержание вызова.

## EIR
EIR (англ. Equipment Identity Register — реестр идентификации оборудования) это система, которая в реальном времени обрабатывает запросы проверки IMEI мобильных устройств (checkIMEI), которые поступают от коммутационного оборудования (MSC, SGSN, MME). Ответ содержит результат проверки:
- whitelisted – устройству разрешается регистрироваться в сети.
- blacklisted – устройству запрещается регистрироваться в сети.
- greylisted – устройству разрешается временно регистрироваться в сети.
- Также может возвращаться ошибка unknown equipment.

Коммутационное оборудование должно использовать ответ EIR для определения, разрешать устройству регистрацию или перерегистрацию в сети или нет. Так как реакция коммутационного оборудования на ответы greylisted и unknown equipment не описана чётко в стандарте, то они чаще всего не используются.
Чаще всего в EIR используется функционал чёрного списка IMEI, в который помещаются IMEI устройств, которым необходимо запретить работу в сети. Как правило, это украденные или утерянные устройства. Операторы редко самостоятельно используют возможности EIR для блокировки устройств. Обычно блокировки начинаются, когда в стране появляется закон, который обязывает это делать всех сотовых операторов страны. Поэтому в поставке основных подсистем системы коммутации зачастую уже присутствует EIR с базовыми возможностями, в которые входит ответ whitelisted на все CheckIMEI и возможность наполнения чёрного списка IMEI, по которым будет отдаваться ответ blacklisted.
При появлении в стране законодательных основ блокировки регистрации устройств в сотовых сетях обычно у регулятора услуг связи появляется система Central EIR (CEIR), которая интегрирована с EIR всех операторов и передаёт на них актуальные списки идентификаторов, которые должны использоваться при обработке запросов CheckIMEI. При этом может появиться ряд новых требований к системам EIR, которые не присутствуют в базовых EIR:
- Синхронизация списков с CEIR. Системы CEIR не описаны стандартом, поэтому протоколы и режим обмена в каждой стране могут отличаться.
- Поддержка дополнительных списков – белого списка IMEI, серого списка IMEI, списка выделенных TAC (Type Allocation Code) и других.
- Поддержка в списках не только IMEI, но и связок – IMEI-IMSI, IMEI-MSISDN, IMEI-IMSI-MSISDN.
- Поддержка настраиваемой логики применения списков.
- Автоматическое добавление записи в список в отдельных сценариях.
- Отправка SMS-уведомлений абонентам в отдельных сценариях.
- Интеграция с биллинговой системой для получения связок IMSI-MSISDN.
- Накопление профилей абонентов (история смены устройств).
- Долговременное хранение  обработки всех запросов CheckIMEI.

В отдельных случаях могут потребоваться и другие функции. Например, в Казахстане введена обязательная регистрация устройств и их привязка к абонентам. Но при появлении в сети абонента с новым устройством работа не блокируется полностью, а абоненту даётся возможность зарегистрировать устройство. Для этого ему блокируются все услуги, кроме следующих возможностей: вызовы на определённый сервисный номер, отправка SMS на определённый сервисный номер, а весь интернет-трафик переадресуется на определённый landing-page. Это достигается за счёт того, что EIR может отправлять команды в ряд систем оператора (HLR, PCRF, SMSC и др.).
Наиболее распространёнными поставщиками отдельных систем EIR (не как часть комплексного решения) являются компании BroadForward, Mahindra Comviva, Mavenir, Nokia, Svyazcom.

## Другие функциональные назначения
В большей или меньшей степени с работой базовой сети GSM связаны другие сервисы и функции.
SMS-центр (SMSC, англ. Short Message Service Centre — сервисный центр коротких сообщений) поддерживает отправку текстовых сообщений.
MMSC (англ. Multimedia Messaging System Centre — системный центр мультимедийных сообщений) обеспечивает отправку мультимедийных сообщений (например, изображения, аудио, видео или их комбинации) адресатам, чьи телефоны поддерживают MMS.
Кроме того, в соответствии с местным законодательством, возможна необходимость прослушивания и перехвата звонков в сети по требованию определённых государственных служб. В этом случае оборудование сети должно поддерживать необходимые функции.